# Mechanical Moth
Mechanical Moth ist eine Darmstädter Band, die 2002 zunächst unter dem Namen Projekt Rosenhöhe von Tandrin gegründet wurde.

## Bandgeschichte
Von der Gründung im Jahr 2002 bis heute vereint die Musik von Mechanical Moth Elemente aus vielen Bereichen. Noch im selben Jahr wurde Mechanical Moth durch die Sängerin Matricide komplettiert. 2004 veröffentlichte die Band das erste Album der geplanten Deus-Ex-Machina-Trilogie beim Label Dark Dimensions.  Ihr Live-Debüt gaben Mechanical Moth als Support der Band Untoten am 25. November 2004 im Rind in Rüsselsheim. Aufgrund zeitlicher Engpässe wurde die zu Anfang bestehende Livebandbesetzung von Mechanical Moth von vier auf zwei Personen verkleinert.
Das zweite Album „Torment“ wurde zum Wave-Gotik-Treffen 2005 veröffentlicht, auf welchem Mechanical Moth einen Auftritt absolvierten. Der darauf enthaltene Song „Flügelschlag“ ist auf dem Festival-Sampler enthalten. Mit dem neuen Album erschien auch das erste Musikvideo von Mechanical Moth, ebenfalls unter dem Titel „Torment“.  Ende des Jahres 2005 löste sich die Livebesetzung der Band komplett auf. Es entstand eine voll-elektronische Livedarbietung mit Gesang.
Ende des Jahres 2005 kam die Sängerin Salacity in die Band und beteiligte auch mit drei Songs auf dem letzten Teil der Trilogie. Das Album „The Sad Machina“ erschien 2007. Auch dieses Mal gab es ein Musikvideo, zum Song „Time“. Nach Abschluss der Deus-Ex-Machina-Trilogie verließ Matricide die Band.
Zum nächsten Album „Rebirth“  entschied sich das Duo Anfang 2008, mit der Sängerin Ivy zu arbeiten, die bis dato in einem Rocknebenprojekt von Tandrin (Spirit of D.) als Sängerin fungiert hatte. Ivy brachte einen veränderten Gesangsstil und eine für Mechanical Moth untypische Stimme ein. Weitere Musiker wie, Max (Chamber) oder Massimo (Ellipse, Industriegebiet) engagierten sich als Gäste.
2009 wurde das Album sowie ein Musikvideo für „Black Queen Style“ veröffentlicht. Nach „Rebirth“ verließ Ivy Mechanical Moth und wechselte zu Stratoscope. Die Sängerin Sophie stieß 2011 zur Band hinzu, ein Jahr später erschien das Album „Unendlichkeit“.

## Stil
Mechanical Moth werden seit bestehen mit L’Âme Immortelle verglichen. 
Tandrin arrangiert überwiegend Elektronische Musik in einem mittleren Tempo mit einer, dem Pop entlehnten, Gewichtung auf Eingängigkeit und Tanzbarkeit. 
Andererseits sieht er eine begrenzte Komplexität in seiner Musik, die er als ebenso bedeutsam für das musikalische Konzept der Band erachtet. 

„Also Motte ist definitiv etwas für die anonymen Musik-mit-Hirn-Hörer. Diese beeinflussen zwar momentan nicht gerade die Floors (ich hab seit ewig nirgendswo mehr Silke Bischoff gehört, es sei denn ich lege auf…), aber auch für die BumBum Fraktion ist ja was dabei. Auch diese Wertung war nicht negativ gemeint. Es gibt Musik mit soviel Hirnwurst das mir davon übel wird. Auch Lautstärke und Aggressivität haben ihre Ästhetik. Einer meiner momentanen Favs ist z. B. Stage 2 von „X-rX“[Sic!]. Aber zuhause hört das fast keiner ständig.“

## Diskografie

### Alben
- 2004: Fallen into You (Scanner)
- 2005: Torment (Scanner)
- 2007: The Sad Machina (Scanner)
- 2009: Rebirth (Scanner)
- 2013: Unendlichkeit (Scanner)
- 2017: Neverything (Scanner)
- 2021: Mirrors